# جيف هاموند (لاعب كريكت)
جيف هاموند (19 أبريل 1950 في أستراليا - ) (بالإنجليزية: Jeff Hammond)‏ هو لاعب كريكت أسترالي. شارك مع منتخب أستراليا الوطني للكريكت. أما مع النوادي، فقد لعب مع فريق جنوب أستراليا للكريكت ‏.

## وصلات خارجية
- جيف هاموند على موقع إي آس بي آن كريك إنفو (الإنجليزية)